# محافظة دابولا
دابولا هي محافظة غينية تقع في إقليم فرانه. عاصمتها دابولا. تبلغ مساحة المحافظة 6350 كيلومتر مربع ويقدر عدد سكانها بـ 182.951 نسمة.

## المحافظات الفرعية
تنقسم المحافظة إدارياً إلى 9 محافظات فرعية :
1. مركز دابولا
2. أرفاموسيا
3. بانكو
4. بسكريما
5. دوغومي
6. كانكاما
7. كيندوي
8. كونيندو
9. نديما